# Otto Clemen

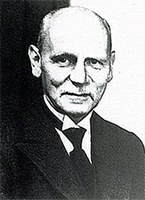
Otto Clemen

Otto Konstantin Clemen, född den 30 december 1871, död den 9 maj 1946, var en tysk historiker, bror till Paul Clemen och Carl Clemen.
Clemen blev honorärprofessor i Leipzig 1928. Han koncentrerade främst sina forskningar till reformationstidens tyska historia. Bland hans arbeten märks Beiträge zur Reformationsgeschichte (1900-1903) och utgivare av Flugschriften aus den ersten Jahren der Reformationszeit (1907-11), samt var medarbetare som utgivare i två upplagor av Martin Luthers skrifter.